# Diego Gambetta
Diego Gambetta é um sociólogo e historiador italiano, mais conhecido por seus estudos sobre a máfia.
Ele é professor de teoria social no European University Institute em Florença e membro oficial do Nuffield College, da Universidade de Oxford. Ele é bem conhecido por suas aplicações vívidas e não convencionais da teoria teoria econômica e uma abordagem escolha racional para compreender uma variedade de fenômenos sociais. Ele fez contribuições analíticas importantes para o conceito de [confiança (ciências sociais) | confiança]] usando teoria dos jogos e teoria de sinalização.